# Робінзон Крузо: Ватажок піратів
«Робінзон Крузо: Ватажок піратів» (ісп. Selkirk, el verdadero Robinson Crusoe) — Аргентино-Уругвайсько-чилійський мультиплікаційний фільм режисера Волтера Турньє про життя піратів в карибських морях. Головний герой має реального прототипа Александра Селкірка, котрий був висаджений на незаселеному острові біля узбережжя Чилі. Цікаво те, що корабель з якого висадили Селкірка невдовзі затонув разом з більшою частиною команди. Таким чином висадившись на безлюдному острові герой врятував собі життя.

## Сюжет
Селкірк це, неслухняний, самовпевнений пірат, який між тим є майстром своєї справи, борознить тропічні моря в пошуках наживи. Але одного разу діставши всіх він був висаджений на безлюдному острові, де виживання поодинці кардинально змінює його погляди на світ. Історія надихнула Даніеля Дефо на написання роману про Робінзона Крузо.